# X
La x (en mayúscula X, nombre equis, invariable en plural) es la vigesimoquinta letra y la vigésima consonante del alfabeto español, y la vigesimocuarta letra del alfabeto latino básico. En diversas lenguas europeas representa el clúster consonántico /ks/. En la numeración romana representaba la cifra diez.

## Historia
El origen exacto del glifo «X» se desconoce, aunque puede guardar relación gráfica con la letra tau. La equis latina proviene de la letra griega Χ (llamada «chi» [kʰi] en griego antiguo o «ji» [xi] en griego moderno), a través del alfabeto etrusco. No obstante en el alfabeto griego la letra que representa el sonido de la equis ([ks]) es Ξ («xi»). Esto se debe a que en las épocas más remotas de la escritura griega el alfabeto no estaba unificado y algunas letras se usaban con diferente valor según el lugar de procedencia de quien escribía; puesto que los colonos de las zonas donde «Χ» sonaba [ks] llegaron a la península italiana en mayor número, este fue el uso que se difundió.
| Griego X | Etrusco X | Latín X |
| -------- | --------- | ------- |
|          |           |         |

## Uso

### En español
Las palabras patrimoniales del español que en latín se escribían con «X» la sustituyeron por J (exemplum → ejemplo, fixus → fijo) o por Z (felix → feliz, vox → voz). La mayoría de palabras actuales que tienen «X» (como «máximo» o «sexo») son cultismos introducidos en épocas más recientes.
Su pronunciación habitual es [ks] o [ɣ̞s], representando la suma de dos sonidos. Por ejemplo, la palabra examen se pronuncia con el Alfabeto Fonético Internacional en español; [e̞k.ˈsä.mẽ̞n] o [e̞ɣ̞.ˈsä.mẽ̞n]. Si bien existe la relajación total de la obstruyente [k]/[ɣ̞] de este grupo consonántico; [e̞.ˈsä.mẽ̞n], no obstante, esta realización es más propia de hablas informales o dialectales. Al principio de palabra, se pronuncia con el valor fonético [s] (como en xilófono [si.ˈlo̞.fo̞.no̞]) aunque residualmente también se use [x].
En sílaba trabada por consonante (como en explicar), la x toma generalmente el valor fonético de [s] en algunos países, pero en el habla enfática culta se pronuncia [ks] o [ɣ̞s]. Debido a esto, las faltas ortográficas derivadas de la confusión entre x y s no son raras. La Ortografía de Bello creada en Chile aconsejaba reemplazar esta «x» por «s»: esplicación, estraño.

#### En español antiguo
El español medieval tenía muchos más sonidos sibilantes que el español moderno, el de x era uno de ellos y se pronunciaba con una fricativa postalveolar sorda (/ʃ/), como en inglés shop. Tenía una contraparte sonora que era ⟨j⟩ (/ʒ/). Así se distinguía fixo (en español moderno «fijo») y fijo (en español moderno «hijo»).
Durante el reajuste de las sibilantes, ambos sonidos se unificaron en la fricativa prepalatal sorda /ʃ/, de ahí a [ç] y luego esta se transformó en el sonido velar correspondiente a la j actual [x]. Este cambio de lugar de articulación se extendió progresivamente a finales del siglo XVI y se hizo normal hacia la mitad del siglo XVII. Dicho cambio fonológico formó parte de un reajuste  que provocó la desaparición de casi todas las consonantes sibilantes que existían en el castellano antiguo.
Este cambio en la pronunciación provocó varias reformas ortográficas en el siglo XVIII y principios del XIX, por las que se pasó de x /ʃ/ a j /x/. En el castellano antiguo se escribía Don Quixote, Xavier o Ximénez, que pasaron a grafiarse Don Quijote, Javier y Jiménez.
No obstante, algunos nombres propios conservaron la grafía arcaica:
Apellidos Ximénez y Mexía
Son habitualmente escritos como Jiménez o Mejía, pero en ocasiones se ven con la escritura antigua.
Topónimos en el sur de España (Xerez, Borox, La Axarquía...)
La mayoría de topónimos de España acabaron cambiando o su pronunciación o su escritura. Jerez de la frontera pasó a escribirse con J, aunque la grafía antigua es evidente en la manera de denominar en inglés el vino dulce de esta localidad: sherry. Borox, en la provincia de Toledo, se pronuncia /ks/ como una X normal, pero su gentilicio es borojeño. Mientras, La Axarquía, en la provincia de Málaga, tiene la pronunciación /s/.
Topónimos de América del Norte (México, Texas, Xalapa...)
Desde el comienzo de la conquista de México (1521) ya se estaba perdiendo el sonido /ʃ/, no obstante los españoles que escribieron las primeras gramáticas en lenguas indígenas, como Bernardino de Sahagún, utilizaron la X para representar fielmente las palabras indígenas. Con el cambio de sonidos del idioma español se transformaron, al igual que en otras partes, al sonido de la J. Por ello a lo largo del tiempo estos topónimos eran a veces escritos con J, tanto dentro como fuera del territorio. La Real Academia Española estableció en su ortografía de 1815 que las palabras escritas con X que se pronunciaba como J debían escribirse con J, sin embargo ya que esto coincide en el tiempo con las Guerras de Independencia (1810-1821) la norma no llegó a implantarse. En España y en países de América, como Argentina, no era raro ver el nombre del país escrito con J. Quedó el asunto resuelto cuando en 2001 se estableció la recomendación de la forma con X.

## Simbolismo

### Cristo
Siendo la primera letra con la que se escribía Cristo en griego, el idioma del Evangelio, la X era la letra más sagrada. Era usada en estandartes y los escribas latinos la usaban como abreviatura de Cristo.

### Contenido explícito
Esto se debe a que en la MPAA anteriormente se usaba la clasificación X en vez de la actual clasificación NC-17. Pero para la X en el contenido explícito, en su mayoría, ponen 3 x. (XXX). La mayoría de sitios web que se basan en contenido sexual tienen una X.

### Miércoles
En calendarios y otros documentos que abrevian los días de la semana de la forma «L M X J V S D», la X abrevia miércoles, de forma que evita repetir la M del martes. El origen de esta convención es incierto, pero se ha apuntado a que es una referencia al crismón de Cristo, a Alfonso X o a la palabra latina merx, «mercancías», uno de los dominios del dios Mercurio.

### Twitter
Antes, esta red social se llamaba a Twitter, con ese nombre ganó mucha popularidad, pero en 2023, cambió a llamarse X.

### Incógnita
En álgebra, se usa como un número desconocido (incógnita) llamado "x".

## Representaciones alternativas
En alfabeto fonético aeronáutico se le asigna la palabra X-ray. En código Morse es:  -··- 

Banderas de señales.
Alfabeto semáforo.
Lectura Braille.
Alfabeto manual.